# Andrea Collarini
Andrea Collarini (* 31. Januar 1992 in New York City, New York) ist ein argentinisch-US-amerikanischer Tennisspieler.

## Karriere
Von 2007 bis 2010 vertrat Andrea Collarini Argentinien bei internationalen Tennisturnieren, bevor er ab 2010 bis zum Jahr 2012 sein Geburtsland die Vereinigten Staaten repräsentierte und schließlich noch 2012 wieder die Nationalität hin zu Argentinien zurückwechselte.
Andrea Collarini spielt hauptsächlich auf der ATP Challenger Tour und der ITF Future Tour. Er feierte bislang neun Einzel- und neun Doppelsiege auf der Future Tour. Auf der Challenger Tour gewann er bis jetzt das Doppelturnier in Perugia im Jahr 2015.
Zum 12. Mai 2014 durchbrach er erstmals die Top 200 der Weltrangliste im Einzel und seine höchste Platzierung war der 177. Rang im April 2023.

## Erfolge
| Legende (Anzahl der Siege)  |
| Grand Slam                  |
| ATP World Tour Finals       |
| ATP World Tour Masters 1000 |
| ATP World Tour 500          |
| ATP World Tour 250          |
| ATP Challenger Tour (7)     |

### Einzel

#### Turniersiege
| Nr. | Datum           | Turnier               | Belag | Finalgegner        | Ergebnis  |
| --- | --------------- | --------------------- | ----- | ------------------ | --------- |
| 1.  | 25. August 2019 | Todi                  | Sand  | Andrej Martin      | 6:3, 6:1  |
| 2.  | 22. Januar 2023 | Piracicaba            | Sand  | Tomás Barrios Vera | 6:2, 7:61 |
| 3.  | 21. April 2024  | San Miguel de Tucumán | Sand  | Hernán Casanova    | 6:4, 7:63 |
| 4.  | 9. Juni 2024    | Santa Fe              | Sand  | Facundo Mena       | 6:2, 6:3  |

### Doppel

#### Turniersiege
| Nr. | Datum         | Turnier    | Belag | Partner        | Finalgegner                      | Ergebnis |
| --- | ------------- | ---------- | ----- | -------------- | -------------------------------- | -------- |
| 1.  | 20. Juni 2015 | Perugia    | Sand  | Andrés Molteni | Jamie Cerretani Costin Pavăl     | 6:3, 7:5 |
| 2.  | 19. März 2022 | Concepción | Sand  | Renzo Olivo    | Diego Hidalgo Cristian Rodríguez | 6:4, 6:4 |
| 3.  | 10. März 2024 | Santa Cruz | Sand  | Renzo Olivo    | Hugo Dellien Murkel Dellien      | 6:4, 6:1 |